# Reddick Nunatak
Reddick Nunatak är en nunatak i Antarktis. Den ligger i Västantarktis. Inget land gör anspråk på området. Toppen på Reddick Nunatak är 999 meter över havet.
Terrängen runt Reddick Nunatak är platt åt nordost, men åt sydväst är den kuperad. Terrängen runt Reddick Nunatak sluttar söderut. Trakten är obefolkad. Det finns inga samhällen i närheten.